# Raymond Eddé
Raymond Émile Eddé (em árabe: ريمون إدّه; Alexandria, 15 de março de 1913 — Paris, 10 de maio de 2000) foi um estadista maronita libanês que serviu seu país por muitos anos como legislador e ministro de gabinete, liderando o Bloco Nacional Libanês, um influente partido político. Filho do ex- presidente Émile Eddé, Raymond Eddé foi ele próprio candidato à presidência em 1958 e foi proposto para o cargo em numerosas ocasiões subsequentes. Ele é lembrado por ter mantido pontos de vista consistentes, que ele se recusou a comprometer em prol do ganho político. Seus seguidores o chamavam de "Consciência do Líbano". Ele era um nacionalista forte, que se opunha ao mandato francês e, mais tarde, à intervenção militar síria, israelense e palestina no Líbano. 

## Biografia
Eddé nasceu em Alexandria, no Egito, onde seu pai, natural da cidade de Edde, no distrito de Jbeil, e opositor do controle otomano do Líbano, refugiara-se após ser sentenciado à morte por subversão. Em 1920, após o estabelecimento do Mandato Francês, Émile Eddé retornou a Beirute com sua esposa, Laudi Sursock, e sua família. O jovem Raymond Eddé foi educado em escolas jesuítas e formou-se em Direito em 1934.
Eddé sucedeu seu pai, que morreu em 1949, como líder do Bloco Nacional. Ele foi posteriormente eleito para a Assembléia Nacional de um distrito eleitoral de Jbeil em 1953; com exceção de um intervalo de um ano (1964-1965, quando perdeu o cargo, mas depois o recuperou em uma eleição), permaneceu no parlamento até 1992, quando decidiu boicotar uma eleição realizada sob os auspícios da Síria, uma eleição que ele considerou ser falsa e manipulada. 
Na Assembleia Nacional, Eddé patrocinou reformas nas leis de aluguel do Líbano (em 1954) e no setor bancário (1956), estabelecendo as bases para o sistema bancário confidencial de estilo suíço que provou ser um fator no explosivo crescimento econômico do Líbano na década seguinte. Candidato mal sucedido para a Presidência em 1958, Eddé foi posteriormente nomeado para o Gabinete pelo Presidente Fuad Chehab, com os portfólios do Interior, Assuntos Sociais, Trabalho e Correios e Telecomunicações. No ano seguinte, no entanto, ele teve um desentendimento público com Chehab sobre o que ele viu como interferência nos assuntos políticos e eleitorais pelo Deuxième Bureau (serviço de inteligência militar do Líbano), e pediu demissão do gabinete em protesto. Ele liderou a oposição parlamentar ao regime de Chehab e de Charles Helou, seu sucessor escolhido a dedo, ao longo dos anos 60. 
Em 1968, o Bloco Nacional de Eddé se juntou à Aliança Helf, um grupo que incluía o Partido Liberal Nacional do ex-presidente Camille Chamoun e o Partido Kataeb de Pierre Gemayel. Nas eleições parlamentares realizadas naquele ano, a Aliança Helf conquistou 30 assentos na Assembleia Nacional de 99 membros - o melhor resultado até o momento para qualquer força eleitoral organizada na legislatura notoriamente fraturada do Líbano. A aliança não duraria, no entanto: ele retirou seu partido da aliança em 1969, após o Acordo do Cairo entre o governo libanês e a Organização de Libertação da Palestina (OLP), que permitiu que este estabelecesse bases no sul do Líbano a partir do qual ataques de comando contra Israel. Eddé foi, e permaneceu, implacavelmente oposto a permitir que qualquer força armada não-libanesa operasse em solo libanês. Ele também se opôs a desviar os afluentes do rio Jordão, uma proposta da Liga Árabe lançada em 1964 e novamente em 1968, com o objetivo de cortar o fornecimento de água de Israel. Ele alertou que isso tornaria o Líbano um alvo para os ataques israelenses, e citou o ataque israelense ao aeroporto de Beirute em 28 de dezembro de 1968 como prova disso. Sua posição consistente de evitar um confronto militar com Israel era rara na política libanesa. 
Convencido de que os doze anos de domínio dos Chehabistas não eram do interesse do Líbano, Eddé apoiou a eleição de Suleiman Frangieh à presidência em 17 de agosto de 1970, contra o candidato de Chehabist, Elias Sarkis. Sua aliança com Frangieh não durou muito, no entanto. Em 1974, ele formou uma nova coalizão com os ex - primeiros-ministros Saeb Salam e Rashid Karami, ambos muçulmanos sunitas. 
Quando a Guerra Civil Libanesa eclodiu em 1975, Eddé era o único grande político cristão a viver predominantemente no bairro de Sanyah, na parte ocidental sunita de Beirute. Permanecendo em bons termos com os políticos muçulmanos locais, sua intervenção em muitas ocasiões ajudou a libertar os cristãos que haviam sido sequestrados por milícias muçulmanas. Crente na convivência entre cristãos e muçulmanos, Eddé se opôs aos planos de dividir o Líbano em pequenos estados étnicos e sectários, planos que acusou o secretário de Estado dos Estados Unidos, Henry Kissinger, de conspirar para atacar o Líbano e visitou a França e o Vaticano na tentativa de criar uma oposição à suposta conspiração. 
Em 1976, Eddé foi candidato à presidência; seu fracasso em ganhar um único voto na Assembleia Nacional levou a alegações de má conduta eleitoral. Em 22 de dezembro daquele ano, após três tentativas de sua vida, ele deixou o Líbano mudando-se para Paris, onde passaria o resto de sua vida. Ele se recusou a voltar enquanto as tropas sírias e israelenses permanecessem em solo libanês, no que ele chamou de ocupação. Ele continuou a falar sobre assuntos libaneses. Suas últimas palavras, quando ele morreu após um AVC, em 10 de maio de 2000, foram: "Estou pensando. Estou pensando no Líbano ".
O sobrinho de Eddé, Carlos Eddé, atualmente lidera o Bloco Nacional Libanês. 